# Milatyn Nowy
Milatyn Nowy (ukr. Новий Милятин) – wieś w rejonie złoczowskim obwodu lwowskiego.  

## Historia

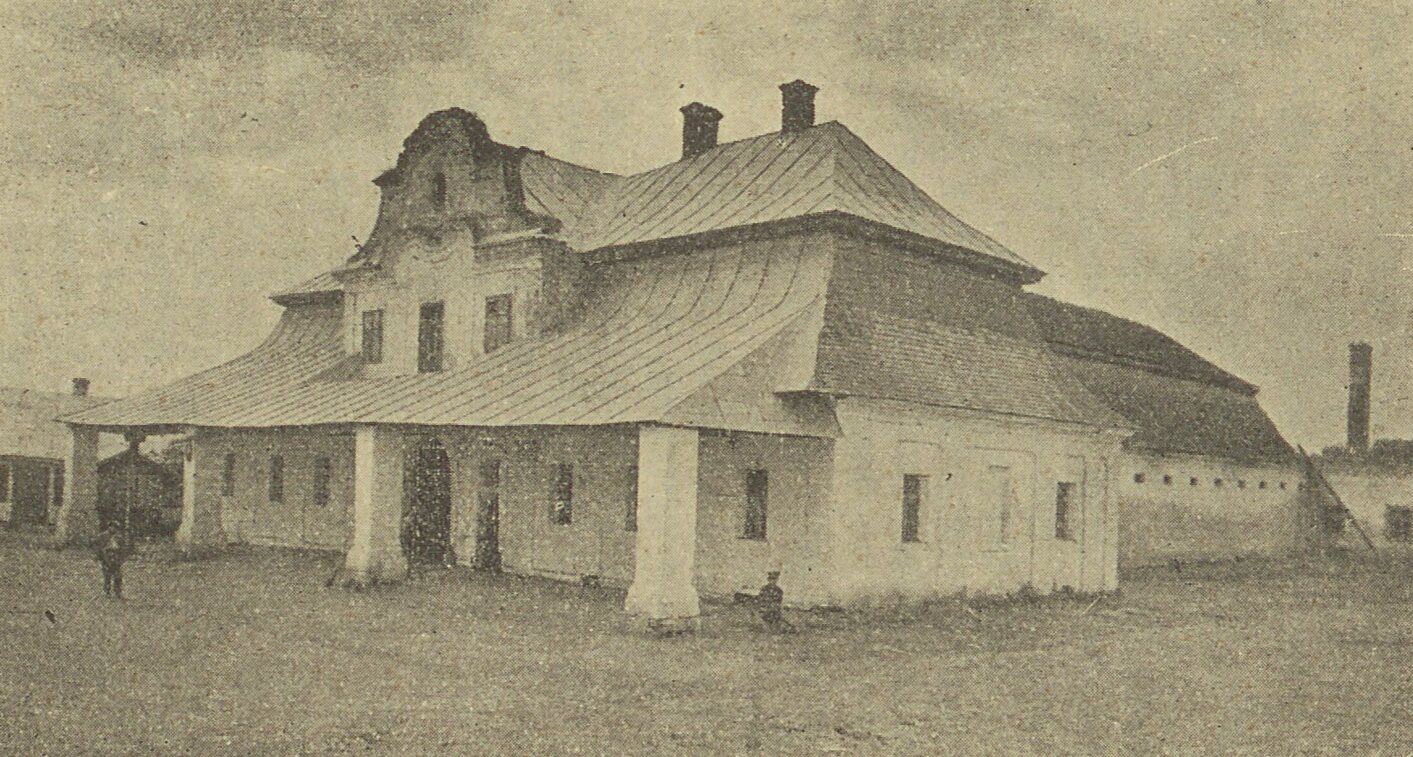
Austeria w Nowym Milatynie przed 1936

Założona w 1431 r. Król Stefan Batory nadał jej prawa miejskie. Właścicielami byli Milatyńscy, potem Ożgowie i Łączyńscy. W 1738 r.  Teresa z Kraśnickich Łączyńska ufundowała erem (pustelnię) dla kamedułów z podkrakowskich Bielan. W 1744 r. kameduli opuścili milatyński erem. W ich miejsce fundatorka sprowadziła z karmelitów bosych ze Lwowa. W 1747 r. trafił tam słynący łaskami obraz Chrystusa Ukrzyżowanego, namalowany w XVII w. przez nieznanego włoskiego artystę. Obraz cieszył się ogromnym kultem. Po kasacie zakonu karmelitów bosych w 1788 r. pieczę nad obrazem przejęli księża misjonarze. Po II wojnie światowej zabrali go do Krakowa, gdzie znajduje się w kościele św. Wincentego a Paulo.  
Po zakończeniu I wojny światowej, od listopada 1918 r. przez pewien czas Milatyn Nowy znajdował się w Zachodnioukraińskiej Republice Ludowej.
W II Rzeczypospolitej miejscowość była siedzibą gminy wiejskiej Milatyn Nowy w powiecie kamioneckim województwa tarnopolskiego. Miejscowość liczy 590 mieszkańców. 
W kwietniu 1944 r. nacjonaliści ukraińscy z OUN–UPA zamordowali 27 Polaków oraz próbowali podpalić kościół i plebanię.
W czasie okupacji niemieckiej Polka Anna Borek ukrywała tutaj żydowskie dziecko. W 2017 roku Instytut Jad Waszem uhonorował ją za to tytułem Sprawiedliwej wśród Narodów Świata. 
Do 2020 w rejonie buskim.  

## Zabytki
- pokarmelicki kościół pw. Podwyższenia Krzyża Świętego oraz klasztor  - kościół murowany, późnobarokowy, trójnawowy, na planie krzyża łacińskiego, z okazałą kopułą na skrzyżowaniu naw z transeptem, zbudowany w latach 1771–1791. Kościół posiadał połączenie z klasztorem. Autorem projektu był lwowski architekt Franciszek Ksawery Kulczycki. Obecnie świątynia jest we władaniu Cerkwi prawosławnej[7].